# Frederiksberg
Frederiksberg is een gemeente en stad in Denemarken, gelegen op het eiland Sjælland en onderdeel van de agglomeratie Groot-Kopenhagen. De gemeente telde in 2017 105.037 inwoners.

## Beschrijving
Frederiksberg is sinds de gemeentelijke herindeling van 1901 een enclave die geografisch geheel omsloten wordt door de gemeente Kopenhagen, maar daarvan bestuurlijk geen deel uitmaakt. De gemeente heeft een oppervlakte van 8,7 km² en is naar inwonertal de vijfde gemeente van Denemarken. Burgemeester van Frederiksberg is Michael Vindfeldt, sinds 1 januari 2022.
Frederiksberg staat bekend als een van de duurste woongebieden binnen Groot-Kopenhagen, mede door het grote aantal parken, waarvan Frederiksberg Have het grootste is. Hierin liggen onder meer het Frederiksberg Slot en de dierentuin van Kopenhagen. Daarnaast telt Frederiksberg ook diverse onderwijsinstellingen, zoals het conservatorium, de Copenhagen Business School en de Universiteit van levenswetenschappen. In Frederiksberg staat Domus Vista, een woonflat die met 102 meter een van de hoogste gebouwen van Denemarken is.

## Geschiedenis
De geschiedenis van Frederiksberg gaat terug tot 2 juni 1651. Op die dag gaf koning Frederik III van Denemarken mensen van Amager, die van Nederlandse afkomst waren, toestemming zich te vestigen in "Ny Hollænderby" ("Nieuwe Hollandersstad"). In 1700-1703 bouwde Frederik IV van Denemarken er een lustslot bij Valby Bakke. Het was ingegeven door 's konings reizen naar Italië en Frankrijk en werd Friederichs Berg genoemd. De huidige naam is daarvan afgeleid.

## Partnersteden
- Tartu (Estland)

## Bekende inwoners van Frederiksberg

### Geboren
- Asger Hamerik (1843-1923), componist
- Kaare Klint (1888-1954), architect en meubelontwerper
- Henry Heerup (1907-1993), beeldend kunstenaar
- Viggo Kampmann (1910-1976), politicus
- Gunnar Westman (1915-1985), beeldhouwer
- Bjørn Ibsen (1915-2007), arts en wetenschapper
- Leif Panduro (1923-1977), toneelschrijver
- Annelise Hovmand (1924-2016), filmregisseuse
- Jørgen Reenberg (1927-2023), acteur
- Peter Naur (1928-2016), computerwetenschapper
- Susse Wold (1938), actrice
- Dario Campeotto (1939-2023), zanger
- Kaspar Rostrup (1940), filmregisseur
- Jørgen Henriksen (1942), voetballer
- Ole Hamann (1944), botanicus
- Hans Hækkerup (1945), politicus
- Per Røntved (1949-2023), voetballer
- Niels Sörensen (1951), voetballer
- Michael Schønwandt (1953), dirigent
- Ivan Nielsen (1956), voetballer
- Jesper Worre (1959), wielrenner
- Kent Nielsen (1961), voetballer en voetbalcoach
- Jan Bartram (1962), voetballer
- Benn Qvist Holm (1962), schrijver
- Søren Hyldgaard (1962-2018), componist
- Peter Mygind (1963), acteur
- Marianne Florman (1964), handbalster
- Paprika Steen (1964), actrice
- Michael Laudrup (1964), voetballer en voetbalcoach
- Bjørn Lomborg (1965), politicoloog
- Karina Skibby (1965), wielrenster
- Sofie Gråbøl (1968), actrice
- Bo Hamburger (1970), wielrenner
- Søren Colding (1972), voetballer
- Carsten Bjørnlund (1973), acteur
- Rasmus Seebach (1980), zanger
- Thomas Delaney (1991), voetballer
- Cecile Uttrup Ludwig (1995), wielrenster
- Nikolai Laursen (1998), voetballer

### Overleden
- Carl Christian Hall (1812-1888), politicus
- Georg Achen (1860-1912), schilder
- Kristian Zahrtmann (1843-1917), schilder
- Asger Hamerik (1843-1923), componist
- Victor Bendix (1851-1926), componist
- Svend Grundtvig (1824-1883), literatuurwetenschapper en folklorist
- Gerda Wegener (1885-1940), schilderes
- William Wain Prior (1876-1946), opperbevelhebber
- Carl Theodor Dreyer (1889-1968), filmregisseur
- Asta Nielsen (1881-1972), actrice
- Knudåge Riisager (1897-1974), componist
- August Sørensen (1896-1979), atleet en olympisch deelnemer
- Carl-Henning Pedersen (1913-2007), schilder
- Søren Hyldgaard (1962-2018), componist